# Nonaville
Nonaville est une ancienne commune du Sud-Ouest de la France située dans le département de la Charente, en région Nouvelle-Aquitaine. Depuis le 1er janvier 2017, elle est devenue une commune déléguée de la commune nouvelle de Bellevigne.
Ses habitants sont les Nonavillois et les Nonavilloises.

## Géographie

### Localisation et accès
Nonaville est une commune située 7 km au sud-ouest de Châteauneuf-sur-Charente et 22 km au sud-ouest d'Angoulême, sur la rive droite du Né.
Elle est aussi à 9 km au nord-est de Barbezieux, 11 km au nord-ouest de Blanzac et 26 km au sud-est de Cognac, sa sous-préfecture.

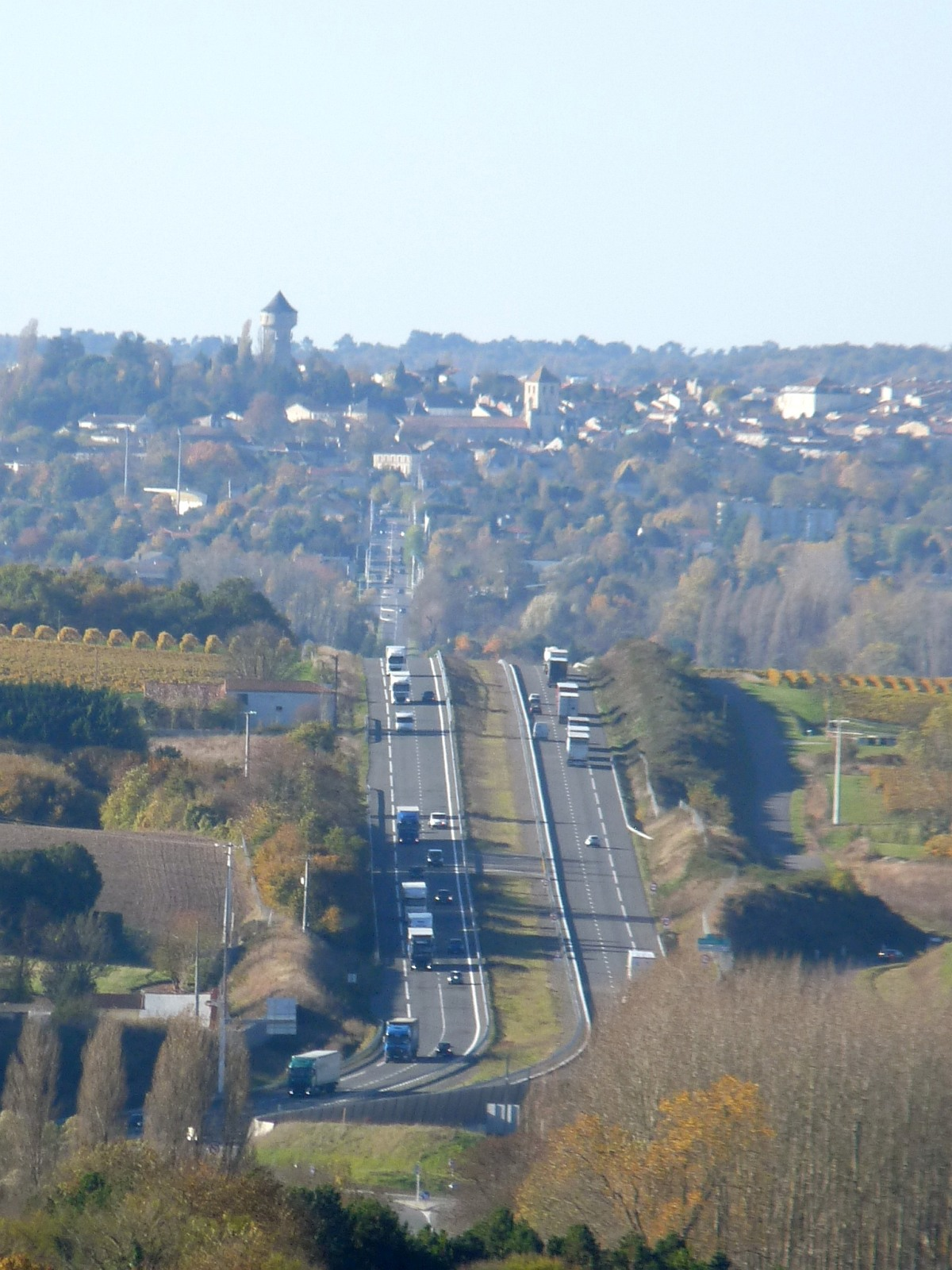
La N.10 entre Nonaville et Barbezieux

La route nationale 10 entre Angoulême et Bordeaux borde la commune à l'est et au sud. Aménagée en voie express, elle passe maintenant au sud de Pont-à-Brac où est située la mairie. La D 14 de Châteauneuf à Barbezieux (par Pont-à-Brac) traverse la commune et passe près du bourg. Des routes départementales de moindre importance traversent la commune, comme la D 151 qui longe le Né au sud, la D 107 qui passe sur la crête au nord, la D 129 qui va du bourg à Ladiville, la D 84 à l'ouest qui mène aussi à Châteauneuf.
La gare la plus proche est celle de Châteauneuf, desservie par des TER à destination d'Angoulême, Cognac, Saintes et Royan.

### Hameaux et lieux-dits
Pont-à-Brac est situé sur la  .10 et accueille la mairie. La commune compte par ailleurs de nombreuses fermes dispersées dans ce pays viticole.

### Communes limitrophes
|                      | Malaville (Bellevigne) | Birac                     |
| Viville (Bellevigne) | Nonaville              | Jurignac (Val des Vignes) |
| Saint-Médard         | Vignolles              | Ladiville                 |

### Géologie et relief

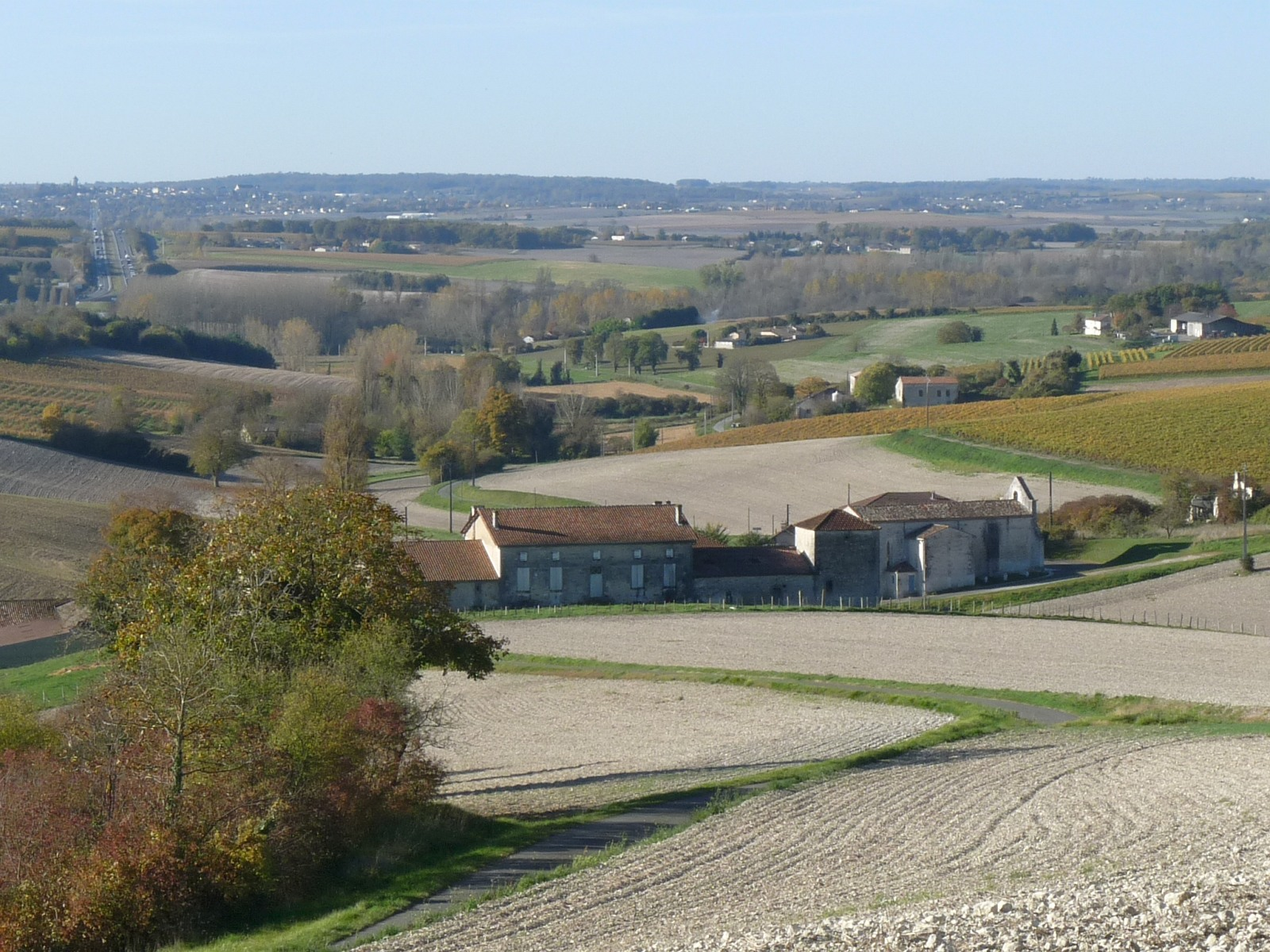
Le bourg de Nonaville et les collines crayeuses du Barbezilien.

La commune est située dans les coteaux calcaires du Bassin aquitain datant du Crétacé supérieur, comme toute la moitié sud du département de la Charente.
Le territoire communal est occupé par le Campanien, qui est un calcaire crayeux, et qui a donné son nom cette région vallonnée de la Champagne charentaise qui occupe une grande partie du Sud Charente et du Cognaçais.
La vallée du Né est occupée par des alluvions récentes du Quaternaire,,.
Bordée par la vallée du Né qui passe au sud et une crête élevée au nord, la commune a un relief assez sensible avec de nombreuses combes. Son point culminant est à une altitude de 146 m, situé en limite nord (borne IGN au carrefour des D 14 et D 107). Le point le plus bas est à 40 m, situé le long du Né en limite avec Viville. Le bourg est à 85 m d'altitude.

### Hydrographie
Le Né, affluent de la Charente, passe en limite sud de commune qui est donc sur sa rive droite.
Un ruisseau prend sa source au bourg de Nonaville, parcourt la commune du nord au sud et se jette dans le Né à Pont-à-Brac.

### Climat
Comme dans les trois quarts sud et ouest du département, le climat est océanique aquitain.

## Toponymie
Le nom de la localité est attesté sous les formes Nonavilla en 1265, Nonasvilla en 1291. 
Il s'agit d'une formation toponymique médiévale en -ville, appellatif utilisé dans son sens ancien de « domaine rural ». Le premier élément Nona- représente un nom de personne comme pour la plupart des formations en ville. Il s'agit peut-être de l'anthroponyme gotique Nunna, variante du germanique occidental Nonno (*Nonna serait un nom de femme non attesté), d'où le sens global de « domaine de Nunna ». Les noms en -ville en Charente, fréquents entre Barbezieux et Châteauneuf, seraient à mettre en rapport avec des établissements francs après le VIe siècle en Aquitaine, comme au sud-est de Toulouse. Cependant, le nom de personne Nunna n'est pas francique, il se peut qu'il soit gotique, mais il est surtout connu comme anthroponyme saxon porté par un roi de Sussex (Angleterre). La graphie Nonasvilla de la fin du XIIIe siècle est peut-être due à l'arrivée de religieuses dans la paroisse, voire à l'analogie avec Ayrasvilla et Malasville, paroisses voisines, évolution souvent constatée ailleurs.

## Histoire
Au début du XIVe siècle, les religieuses bénédictines qui avaient fondé un monastère au Cerclet, vinrent se réfugier à Nonaville.

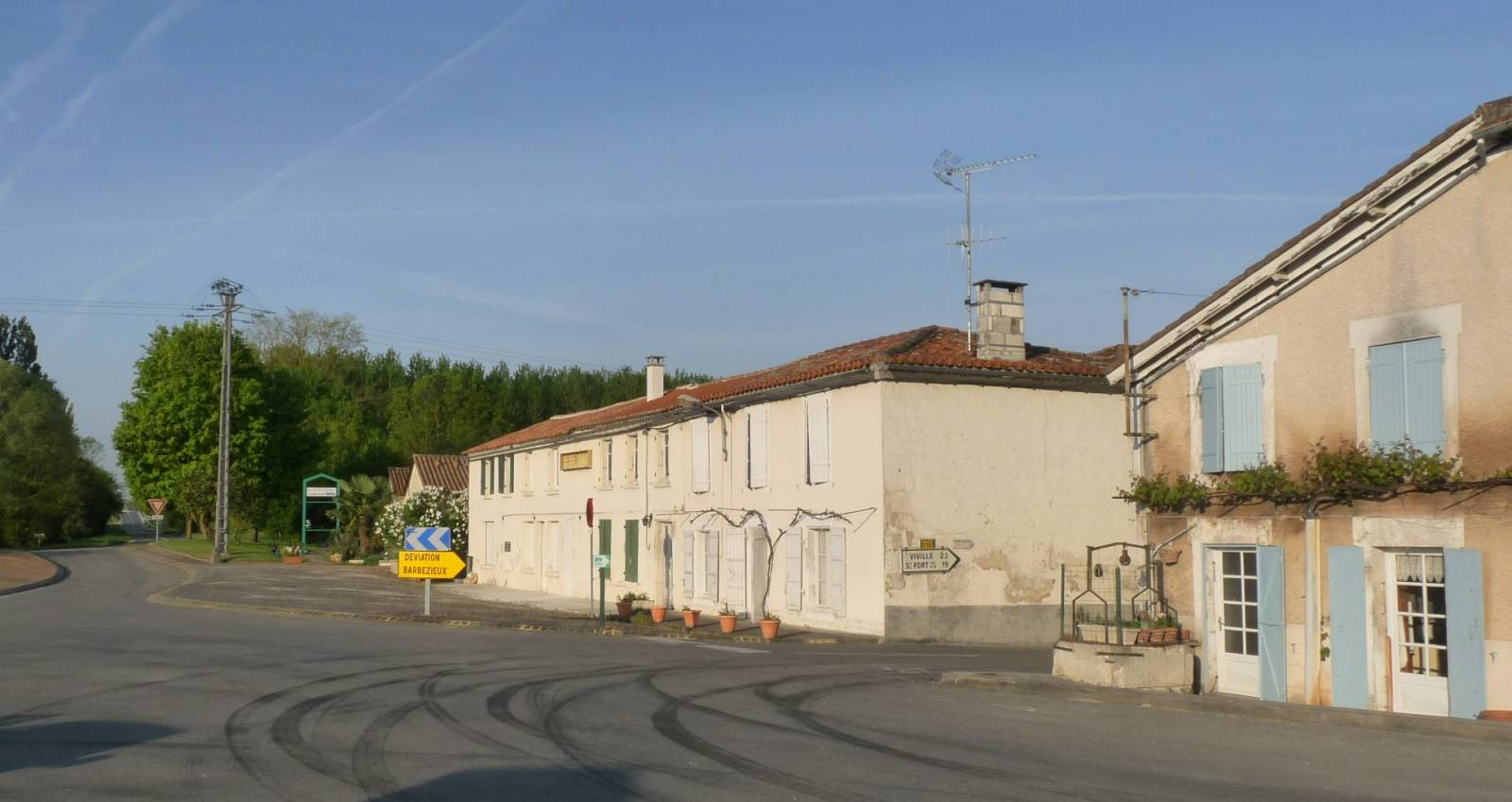
Ancien alignement de la route de la Poste avec la route nationale 10, à Pont-à-Brac; vue vers Barbezieux

Nonaville était sur la route de Paris à Bordeaux, ce qui est attesté par la planche 8 de l'atlas de Trudaine et la présence d'un relais de Poste,,.
Cette route appelée route de la Poste entre Paris et Bordeaux, était en ligne droite entre Chaunay et Barbezieux par Villefagnan, Aigre, Saint-Cybardeaux et Châteauneuf, avant qu'elle ne soit déviée au XVIIIe siècle pour desservir Angoulême par Turgot, intendant de la généralité de Limoges. Elle traversait la Charente à Châteauneuf pour arriver à Pont-à-Brac où elle franchissait le Né,.
Dans les premières années du XIXe siècle, un important marché avait été établi le 13 de chaque mois à Pont-à-Brac, car Nonaville était au carrefour des arrondissements d'Angoulême, de Barbezieux et de Cognac.

## Administration
| Période                                  | Période  | Identité         | Étiquette | Qualité            |
| ---------------------------------------- | -------- | ---------------- | --------- | ------------------ |
| Les données manquantes sont à compléter. |          |                  |           |                    |
| depuis 2001                              | En cours | Monique Martinot | SE        | Employée de banque |

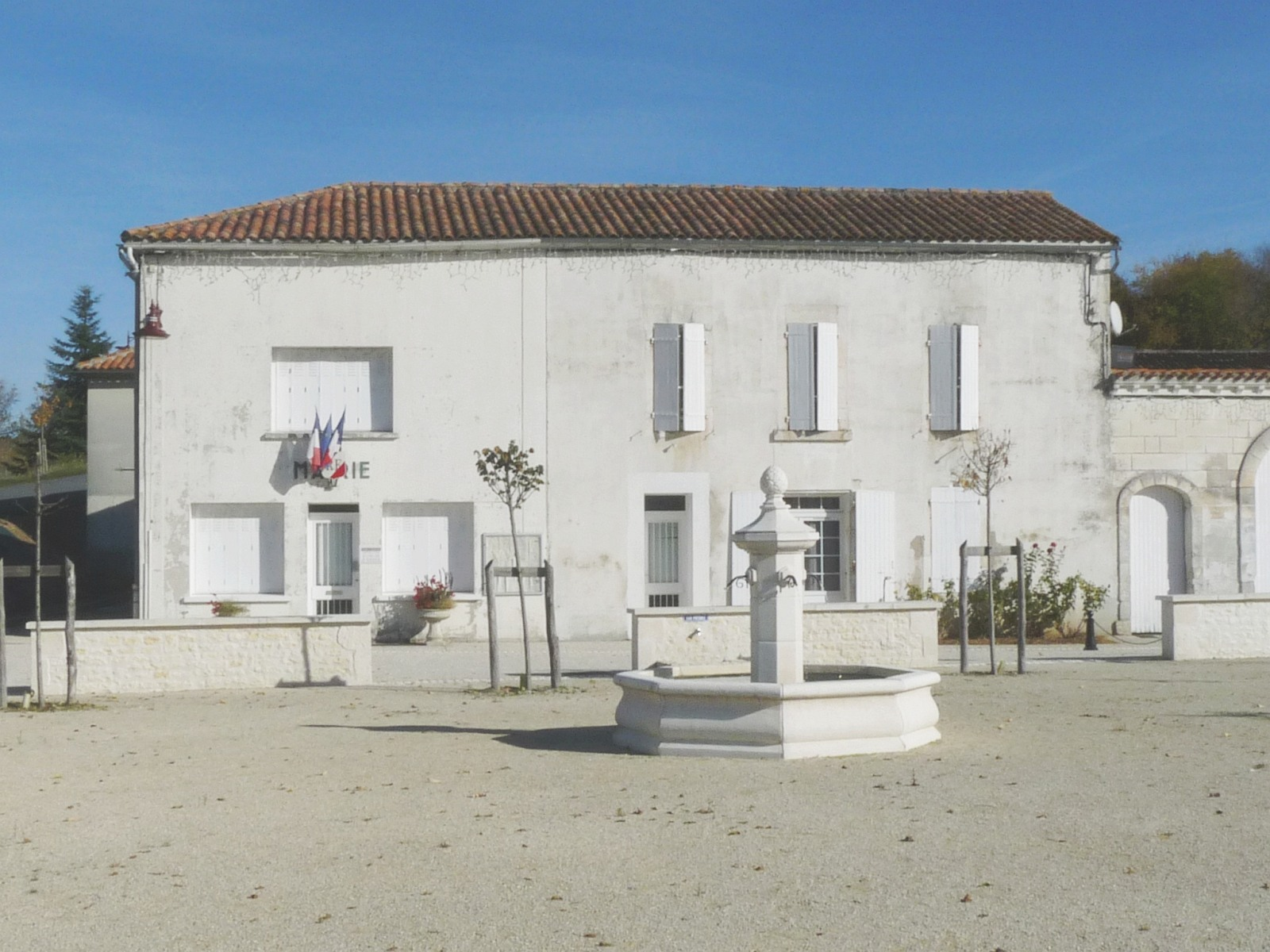
La mairie en 2015

La mairie est située à Pont-à-Brac depuis 1968.

## Démographie

### Évolution démographique
L'évolution du nombre d'habitants est connue à travers les recensements de la population effectués dans la commune depuis 1793. À partir du 1er janvier 2009, les populations légales des communes sont publiées annuellement dans le cadre d'un recensement qui repose désormais sur une collecte d'information annuelle, concernant successivement tous les territoires communaux au cours d'une période de cinq ans. 
Pour les communes de moins de 10 000 habitants, une enquête de recensement portant sur toute la population est réalisée tous les cinq ans, les populations légales des années intermédiaires étant quant à elles estimées par interpolation ou extrapolation. Pour la commune, le premier recensement exhaustif entrant dans le cadre du nouveau dispositif a été réalisé en 2008,.
En 2014, la commune comptait 191 habitants, en évolution de −3,05 % par rapport à 2009 (Charente : +0,65 %, France hors Mayotte : +2,49 %).
| 1793 | 1800 | 1806 | 1821 | 1831 | 1841 | 1846 | 1851 | 1856 |
| ---- | ---- | ---- | ---- | ---- | ---- | ---- | ---- | ---- |
| 446  | 327  | 331  | 288  | 366  | 336  | 365  | 373  | 377  |

| 1861 | 1866 | 1872 | 1876 | 1881 | 1886 | 1891 | 1896 | 1901 |
| ---- | ---- | ---- | ---- | ---- | ---- | ---- | ---- | ---- |
| 389  | 358  | 361  | 354  | 287  | 249  | 248  | 263  | 242  |

| 1906 | 1911 | 1921 | 1926 | 1931 | 1936 | 1946 | 1954 | 1962 |
| ---- | ---- | ---- | ---- | ---- | ---- | ---- | ---- | ---- |
| 272  | 281  | 274  | 271  | 269  | 249  | 197  | 215  | 268  |

| 1968 | 1975 | 1982 | 1990 | 1999 | 2008 | 2013 | 2014 | - |
| ---- | ---- | ---- | ---- | ---- | ---- | ---- | ---- | - |
| 238  | 192  | 177  | 163  | 149  | 195  | 193  | 191  | - |

### Pyramide des âges
| Hommes | Classe d’âge | Femmes |
| ------ | ------------ | ------ |
| 0,0    | 90 ans ou +  | 0,0    |
| 11,0   | 75 à 89 ans  | 15,4   |
| 14,3   | 60 à 74 ans  | 8,7    |
| 26,4   | 45 à 59 ans  | 14,4   |
| 23,1   | 30 à 44 ans  | 20,2   |
| 14,3   | 15 à 29 ans  | 20,2   |
| 11,0   | 0 à 14 ans   | 21,2   |

| Hommes | Classe d’âge | Femmes |
| ------ | ------------ | ------ |
| 0,5    | 90 ans ou +  | 1,6    |
| 8,2    | 75 à 89 ans  | 11,8   |
| 15,2   | 60 à 74 ans  | 15,8   |
| 22,3   | 45 à 59 ans  | 21,5   |
| 20,0   | 30 à 44 ans  | 19,2   |
| 16,7   | 15 à 29 ans  | 14,7   |
| 17,1   | 0 à 14 ans   | 15,4   |

## Économie

### Agriculture

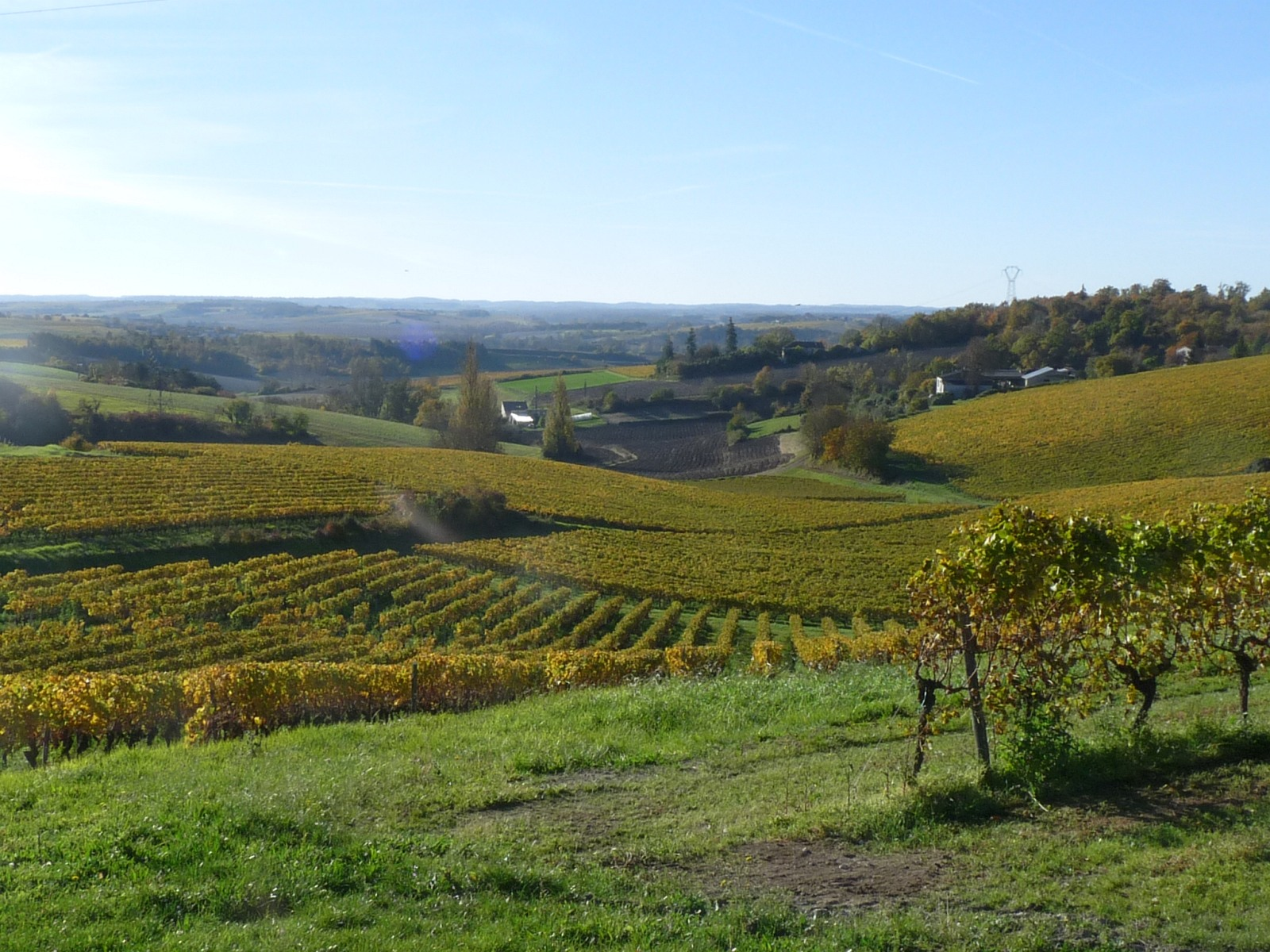
Les vignobles vus de la D 107

Le territoire de la commune est en grande partie occupée par la vigne.

## Lieux et monuments
L'église paroissiale Saint-Saturnin a probablement été construite au XIIIe siècle et restaurée au XVe siècle. La voûte a été refaite en 1852 et couverte d'un lambris en 1877. La chapelle gauche a été construite en 1787. Les chapiteaux sculptés ont tous été bûchés, les voûtes d'ogives dans la nef restent partiellement visibles malgré le lambris.
Sa cloche à vase en bronze, battant en fer et mouton en bois est datée de 1657. Elle est classée monument historique au titre objet depuis 1944.

Église Saint-Saturnin
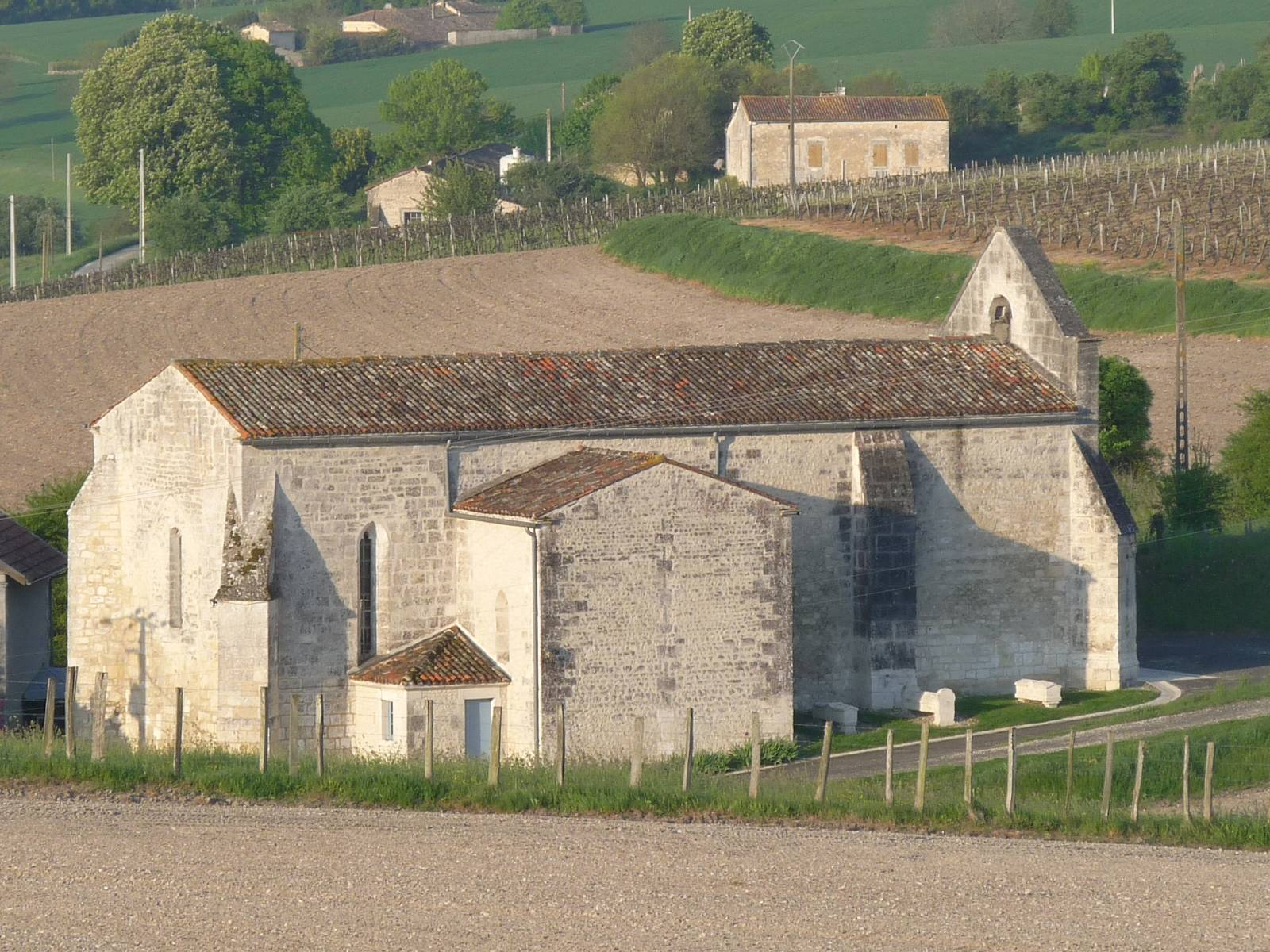
Vue générale
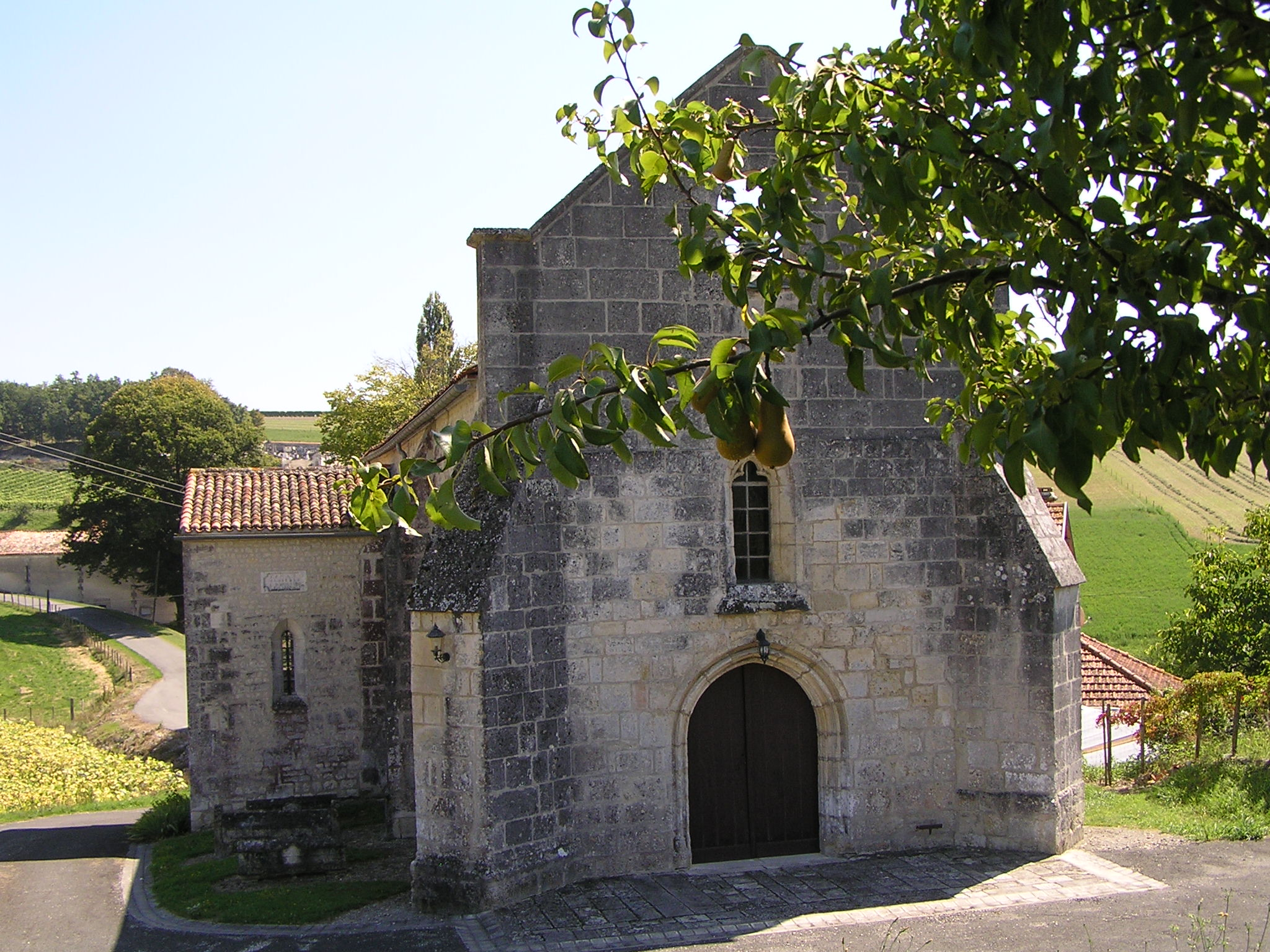
La façade
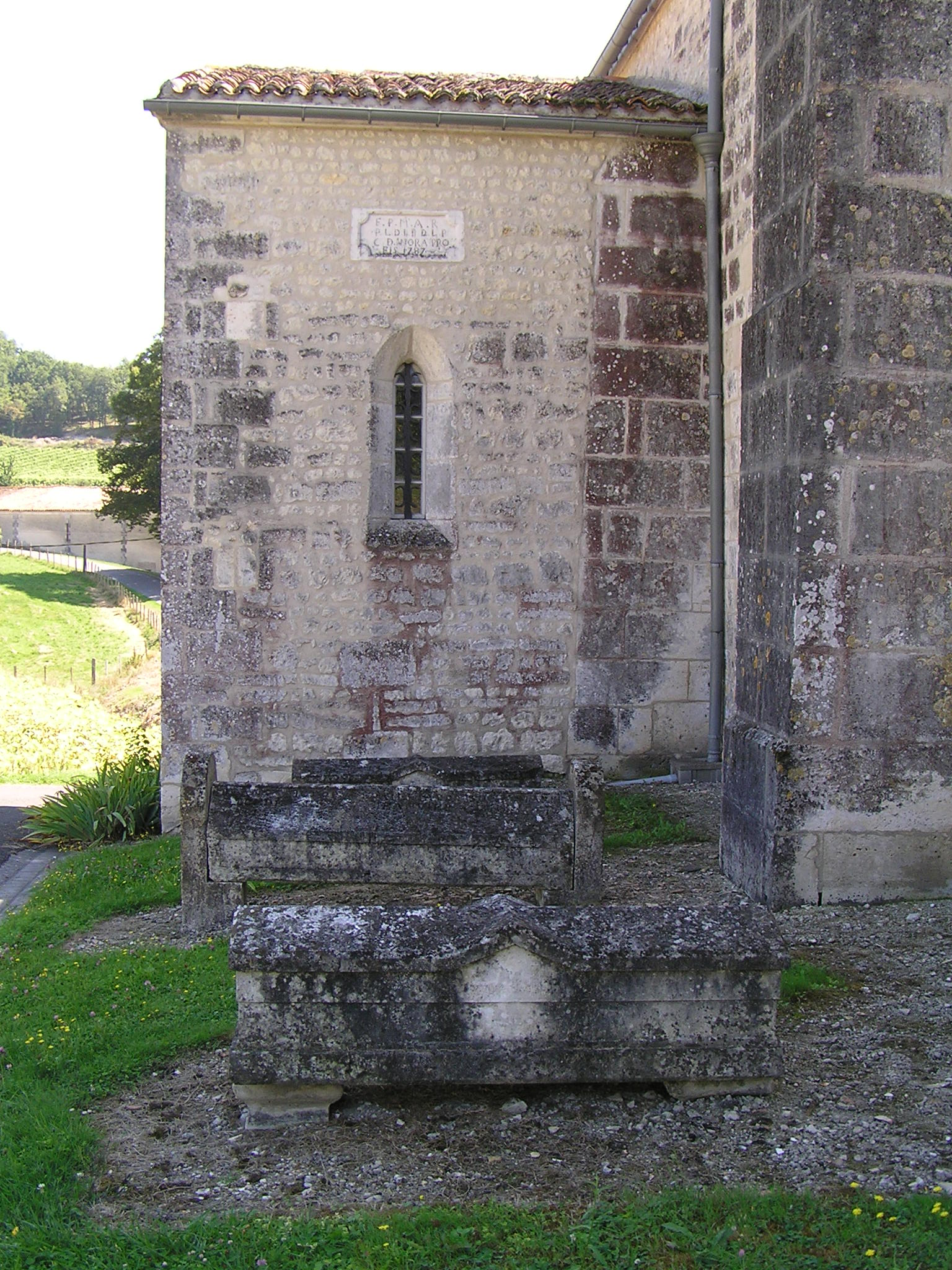
Transept et tombes

Au lieu-dit la Poste une ferme qui date du XVIIe siècle était un relais de poste sous Louis XIII. Le logis principal et le portail sont du XIXe siècle.
Le manoir de chez Pérot comporte une tour qui daterait du XVIe siècle et celui de chez Balzac daterait du XVIIe siècle mais tous deux ont été très remaniés au XIXe siècle.
Les nombreuses fermes du XVIIIe siècle forment un intéressante patrimoine bâti.

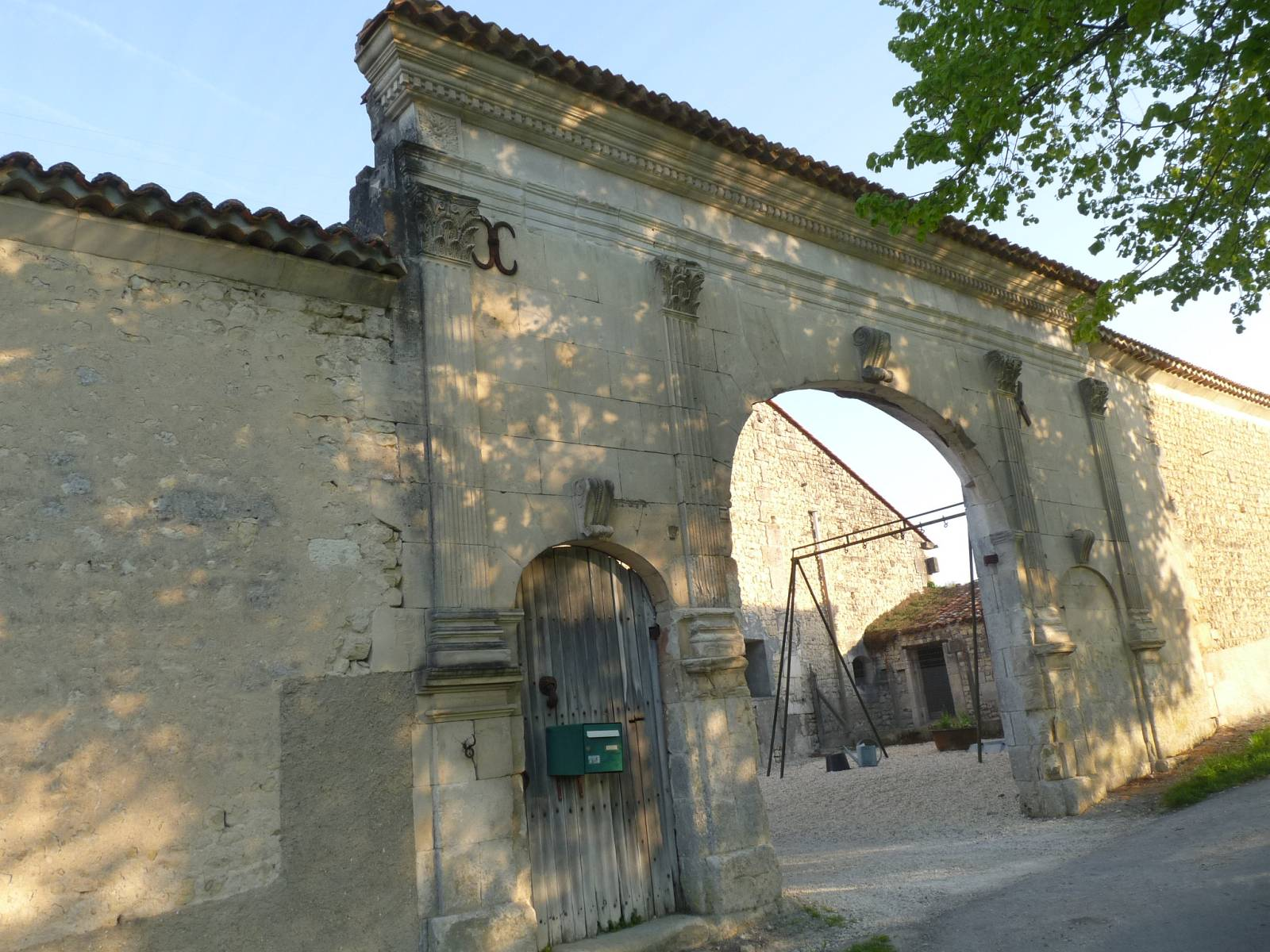
Portail de ferme XIXe siècle, au bourg
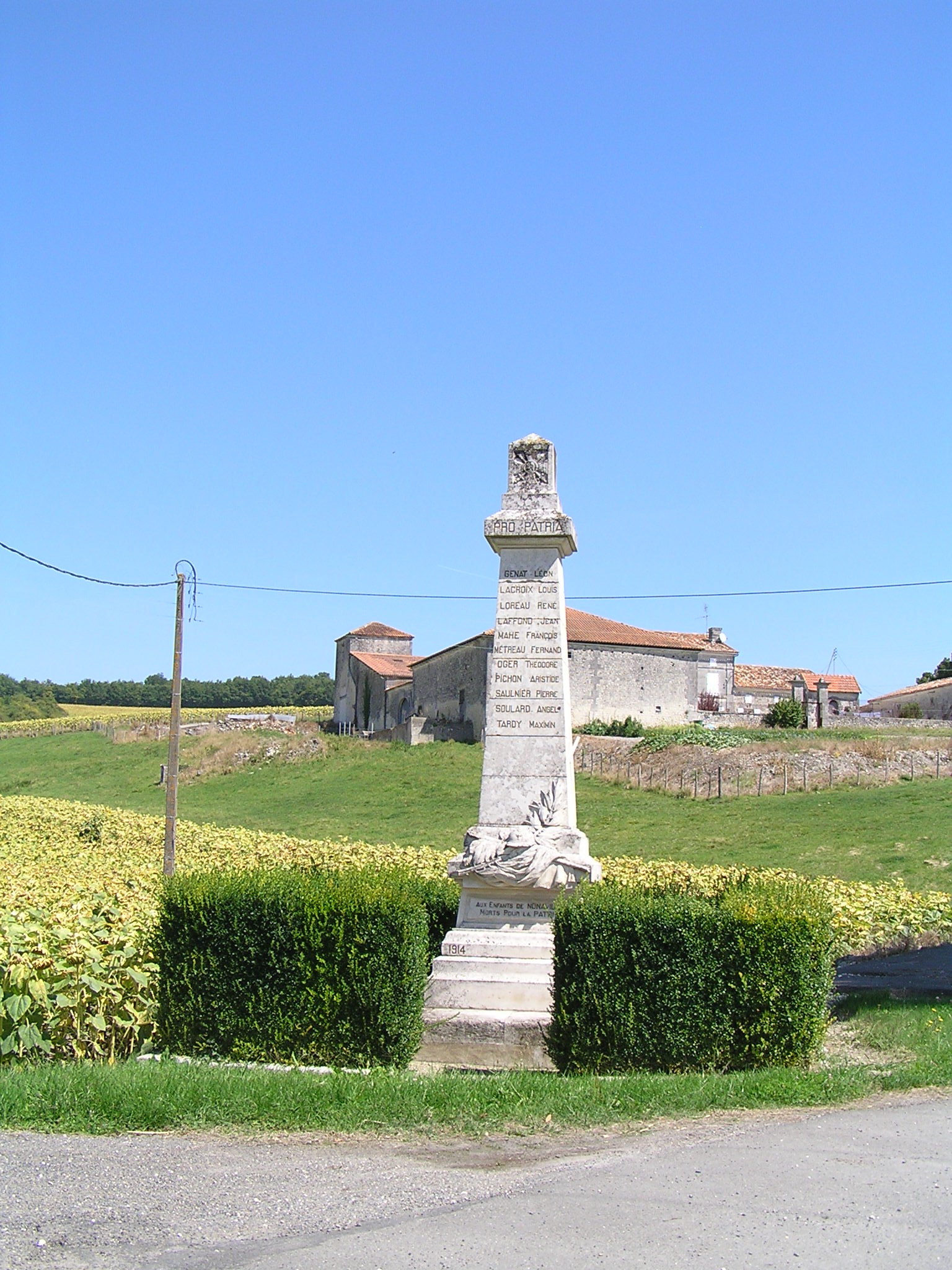
Le monument aux morts et le haut du bourg